# Langstreckenflugzeug

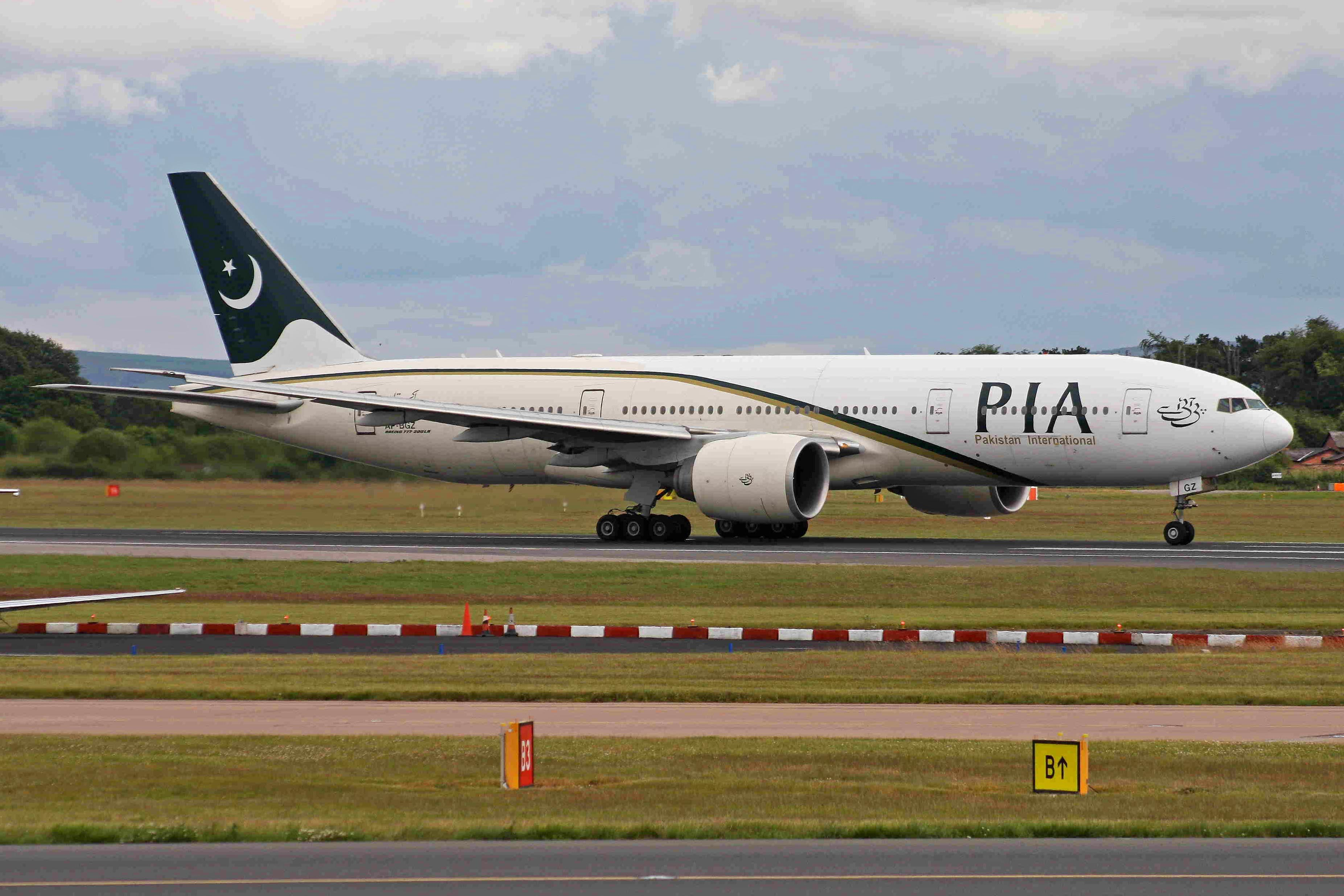
Boeing 777-200LR Ultralangstreckenflugzeug

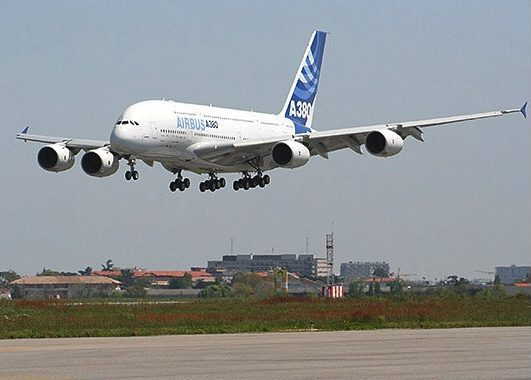
Airbus A380-800 (seit 2007)

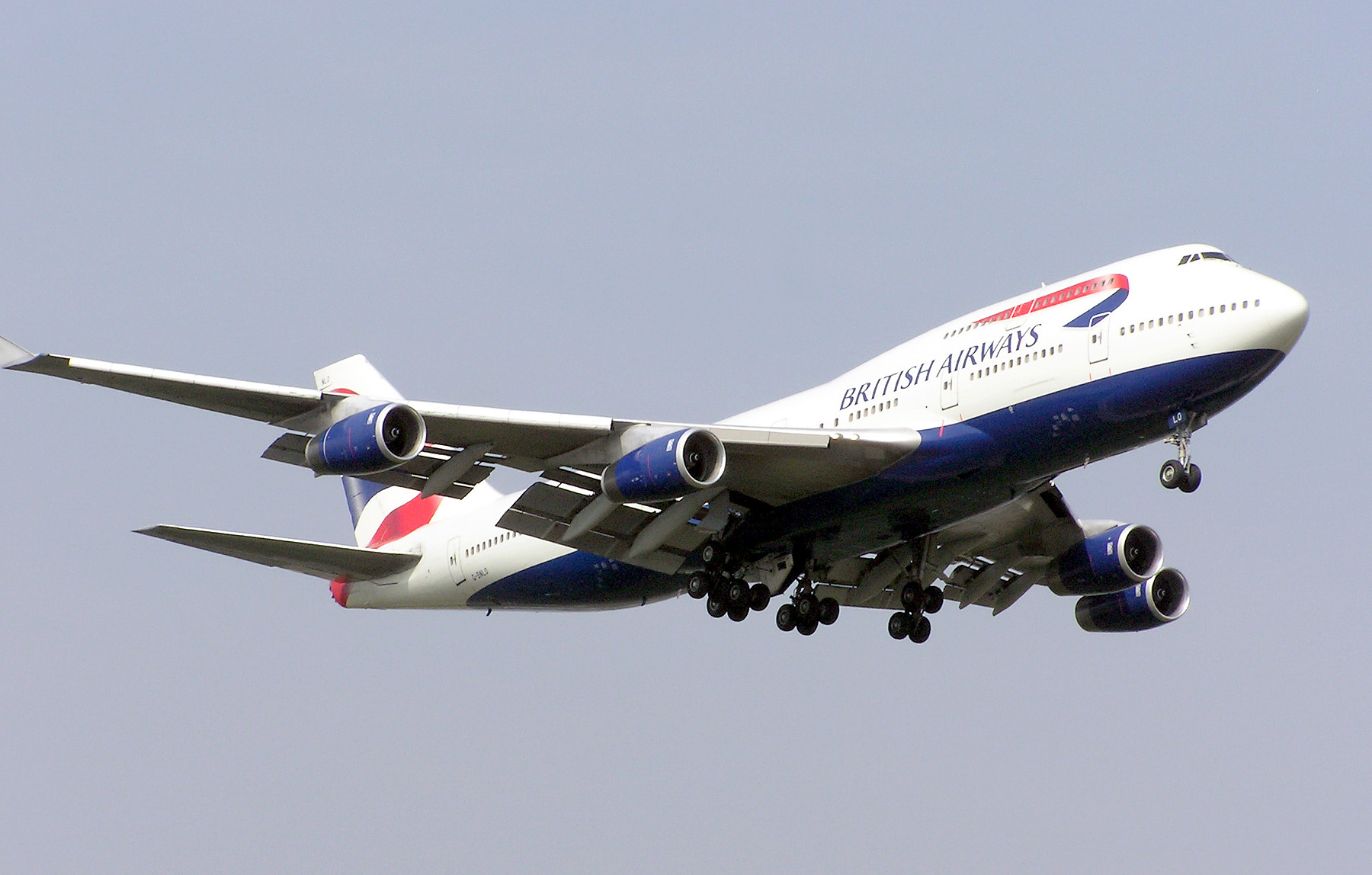
Boeing 747-400

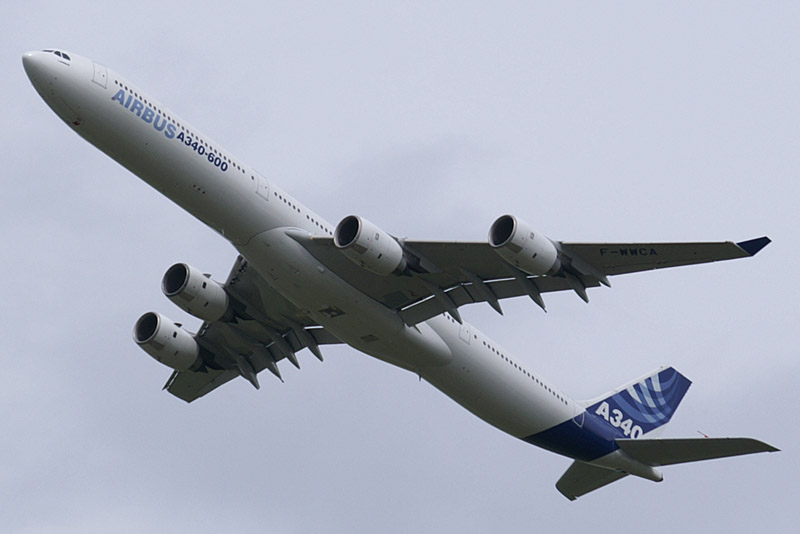
Airbus A340-600

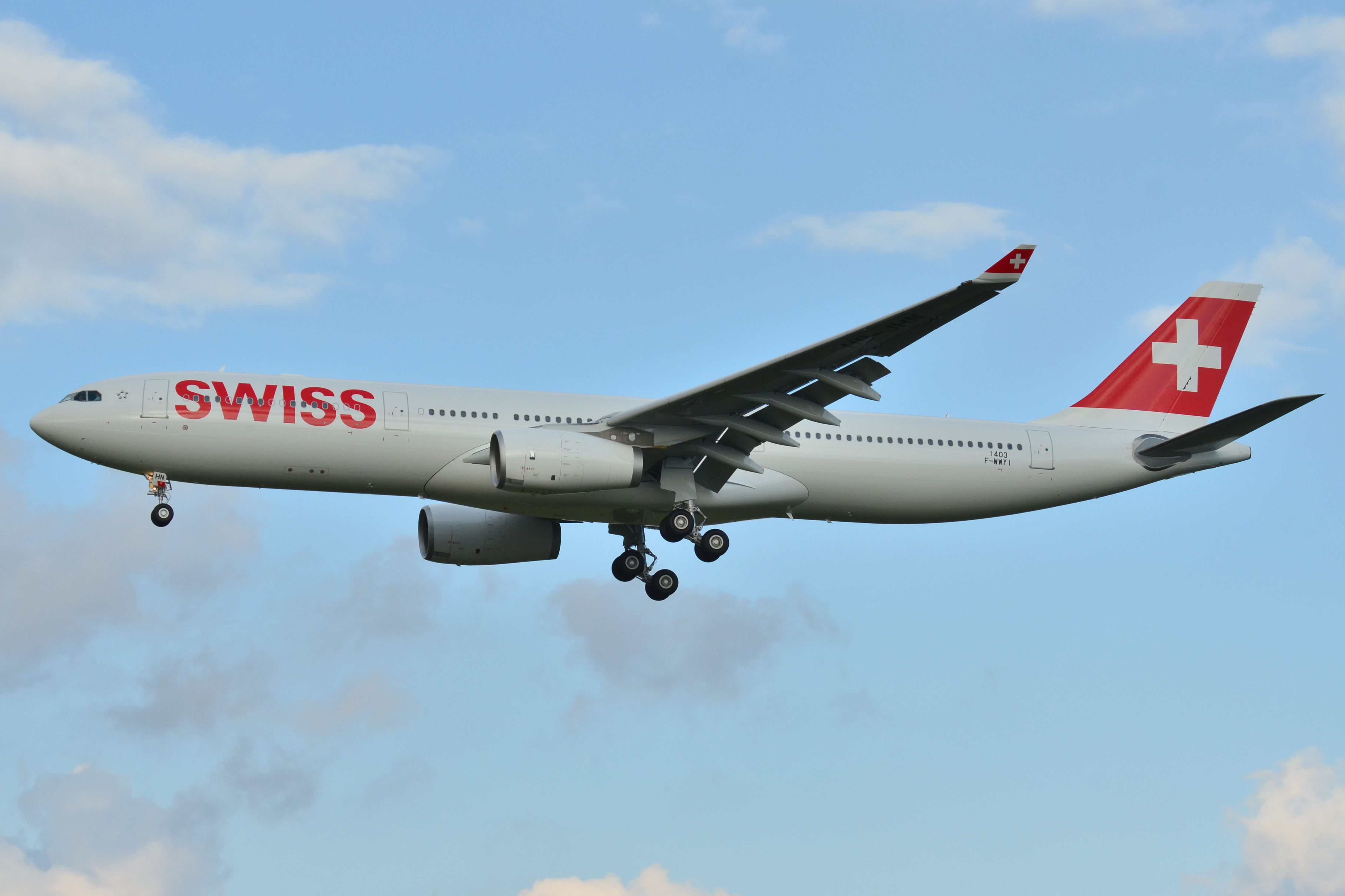
Airbus A330-300

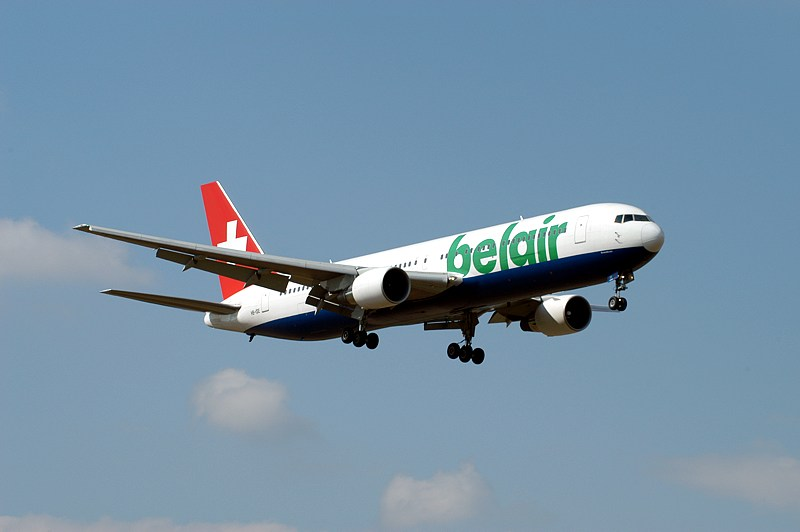
Boeing 767

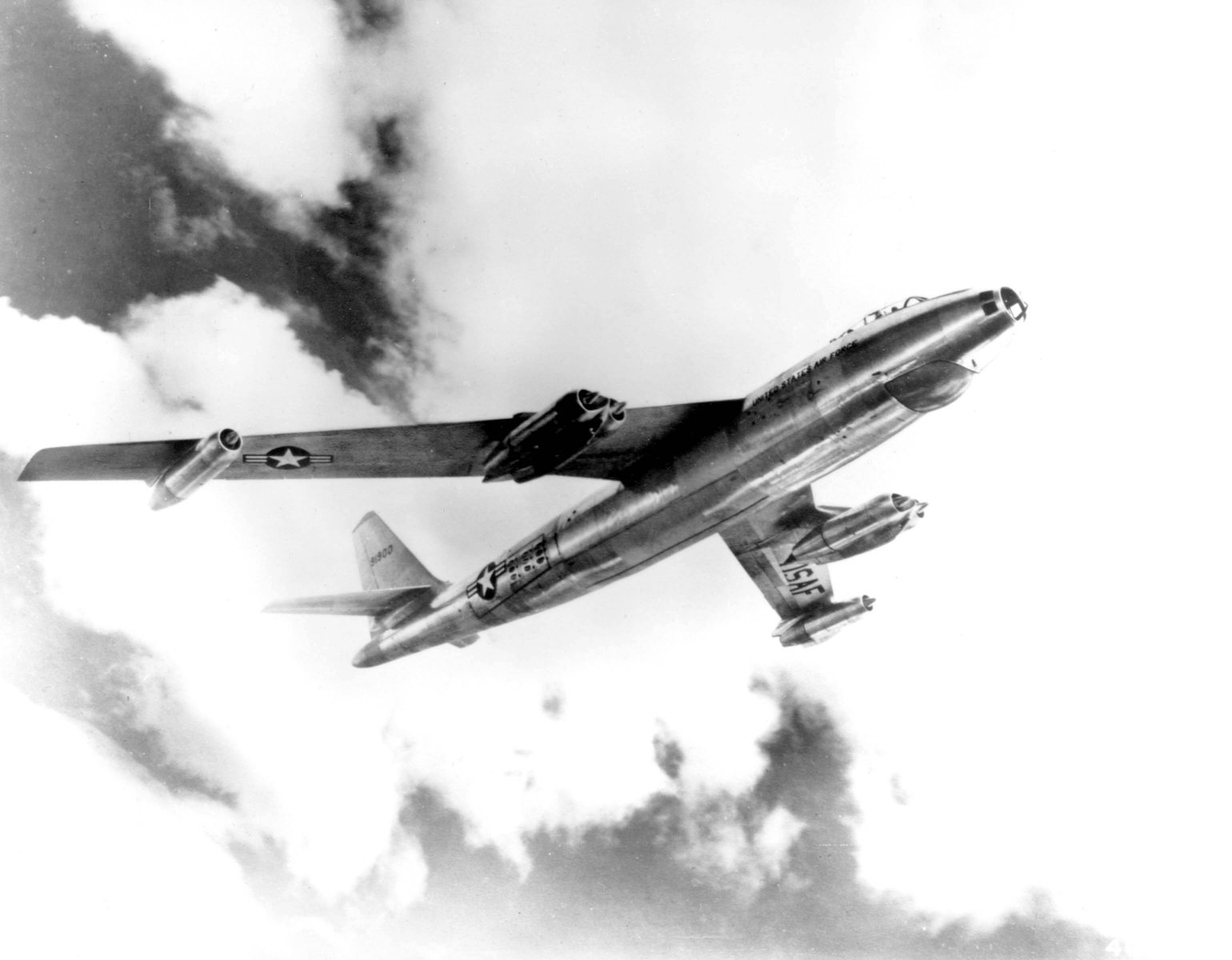
B-47A (historisch)

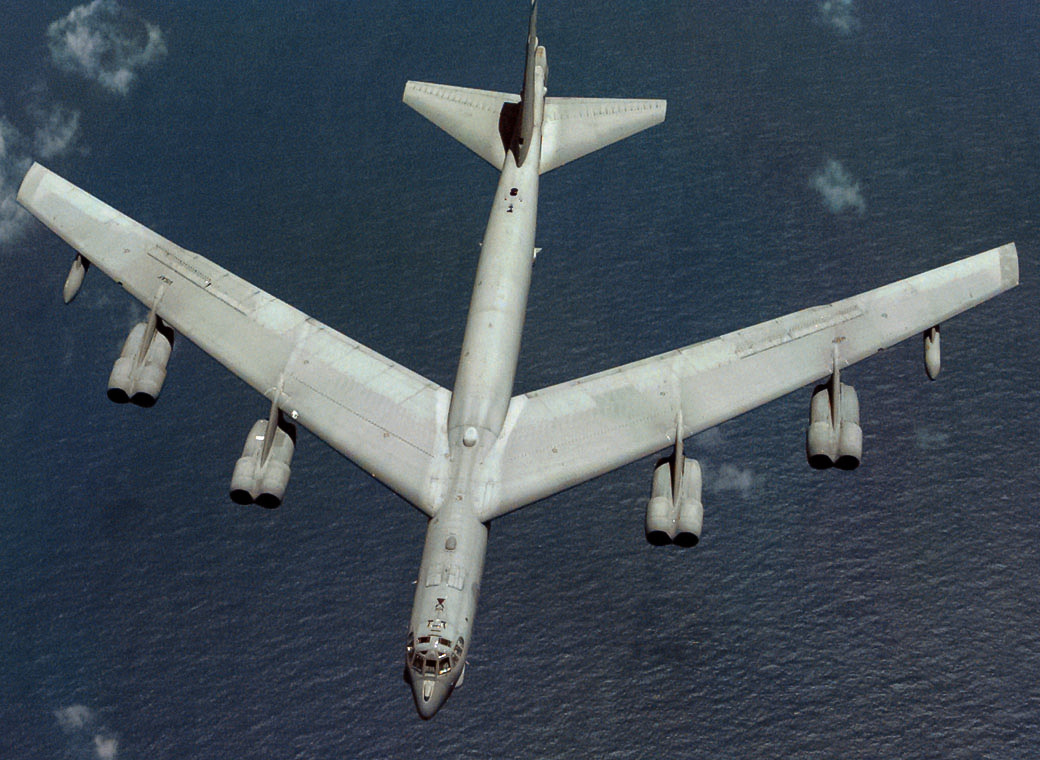
B-52 Stratofortress (Bomber)

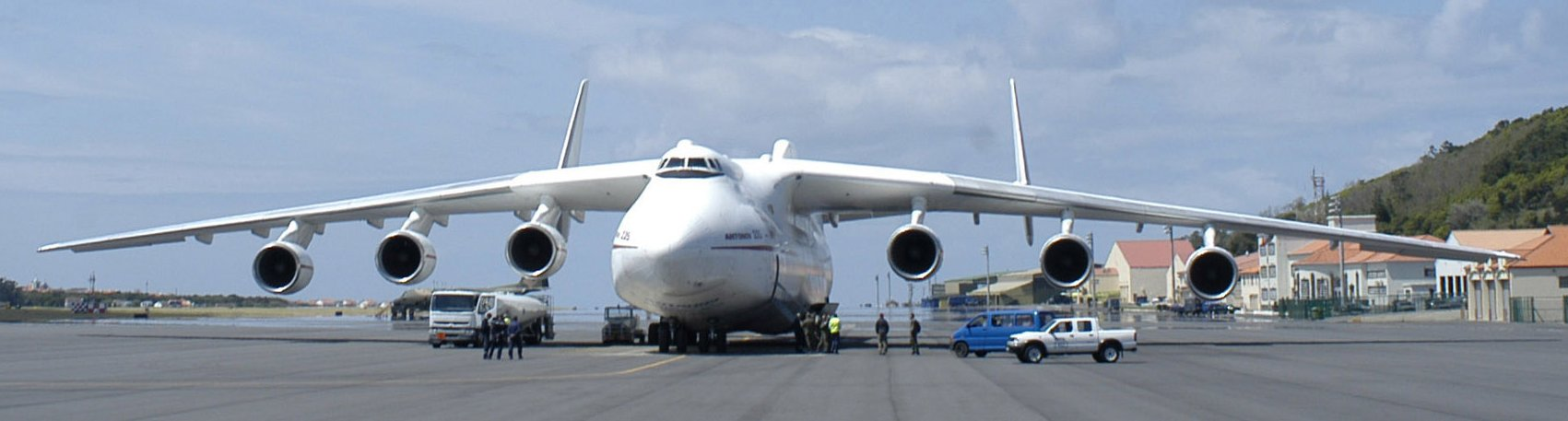
Antonow An-225 Mrija

Ein Langstreckenflugzeug ist ein Flugzeug, das bei Flugstrecken ohne Zwischenlandung ab etwa 3000 bis 3500 Kilometern am wirtschaftlichsten einzusetzen ist (ab einer Reichweite von 15.000 km spricht man von Ultralangstreckenflugzeugen).
Langstreckenmaschinen werden auch heute noch teilweise vierstrahlig ausgeführt, um bei der Streckengestaltung freizügig vorgehen zu können. Der Trend wendet sich jedoch hin zu zweistrahligen Maschinen, da auch moderne Flugzeuge mit nur zwei Triebwerken längere Strecken ohne in der Nähe der Flugroute liegende Flughäfen fliegen dürfen (ETOPS-Regeln).
Da die Fluggäste bis zu 19 Stunden an Bord verbringen, sind Langstreckenflugzeuge oft im Verhältnis zu Kurz- und Mittelstreckenflugzeugen mit sehr umfangreichen Unterhaltungsmöglichkeiten, wie zum Beispiel Fernseher am Sitz bzw. an den Gängen, MP3-Player an den Sitzen usw. ausgestattet. Das Angebot variiert hierbei nach Fluggesellschaft, Beförderungsklasse oder Flugzeug zum Teil erheblich.

## Geschichte
Langstreckenflugzeuge aus der Zeit der Propellerflugzeuge mit Kolbenmotorantrieb zeichneten sich weniger dadurch aus, dass eine Strecke von über 3000 km wirtschaftlich war, als dass eine solche überhaupt erreicht werden konnte. Erst die letzte Generation, insbesondere die Lockheed Super Constellation und die Douglas DC-7 konnte zumindest in dem damals noch nicht selbstverständlichen Fall, dass alle vier Triebwerke problemlos liefen und nicht zu viel Gegenwind bestand, den Atlantik auch westwärts nonstop überqueren.
Auch im frühen Jet-Zeitalter in den 1960er Jahren waren Strecken dieser Länge den viermotorigen Flugzeugen, wie Boeing 707 und später B747 vorbehalten. Später wurden mit Flugzeugen wie der Douglas DC-10 und MD-11 dreistrahlige Flugzeuge eingeführt, da die Triebwerke immer zuverlässiger wurden, durch das Einsparen eines Triebwerks die Wartungskosten sanken und durch den sogenannten Skaleneffekt größere Triebwerke sparsamer zu betreiben sind als kleinere.
Anfang der 1980er kam mit der Boeing 767 erstmals ein zweistrahliges Flugzeug mit einer Reichweite von mehr als 10.000 km auf den Markt. Auch diverse zweistrahlige Airbus-Typen (A310, A300-600, A330) sind Langstreckenflugzeuge. Nach anfänglichem Zögern dürfen diese Flugzeuge heute auch auf Transatlantik- und sogar Transpazifikstrecken eingesetzt werden. Mit der Boeing 777-200LR hält heute sogar ein zweistrahliges Flugzeug den Reichweitenrekord.
In der zivilen Luftfahrt wird inzwischen nur noch ein vierstrahliges Langstreckenflugzeug angeboten: die technisch völlig veraltete Iljuschin Il-96. Aktuelle dreistrahlige Typen sind die Geschäftsreiseflugzeuge Dassault Falcon 900, Falcon 7X und Falcon 8X; alle anderen Langstreckenflugzeuge sind zweistrahlig: Boeing 777 und 787, Airbus A321LR/XLR, A330 und A350 sowie einige Geschäftsreiseflugzeuge.

## Referenzstrecken
Typische Referenzstrecken für Langstreckenflugzeuge sind die Verbindung von Europa mit der Westküste der USA (z. B. Frankfurt – Los Angeles) und Transpazifikstrecken (z. B. Tokio – Los Angeles).
Zu den aktuell längsten Flugstrecken nach Zeit gehören:
- Singapur – New York / Newark (ca. 18–19 h; ca. 16.700 Kilometer; Singapore Airlines)[1][2]
- Auckland – Doha (17 h 30 min; 14.300 Kilometer; Qatar Airways)
- Auckland – Dubai (17 h 25 min; 14.200 Kilometer; Emirates)
- San Francisco – Singapur (17 h 25 min; 13.600 Kilometer; Singapore Airlines, United)
- Dallas – Sydney (17 h 00 min; 13.800 Kilometer; Qantas)
- Perth – London (<17 h 00 min; 14.500 Kilometer; Qantas)[3]
- Johannesburg – Atlanta (16 h 58 min; 13.600 Kilometer; Delta)
- Dubai – Houston (16 h 35 min; 13.100 Kilometer; Emirates)
- Dubai – Los Angeles (16 h 20 min; 13.400 Kilometer; Emirates)
- San Francisco – Neu-Delhi (16 h 15 min; 15.500 Kilometer; Air India)
- Dubai – San Francisco (16 h 15 min; 13.000 Kilometer; Emirates)
- New York City – Hong Kong (16 h 10 min; 13.000 Kilometer; United, Cathay Pacific)
- Dubai – Dallas (16 h 00 min;12.900 Kilometer, Emirates)
- New York City – Guangzhou (15 h 50 min; 12.900 Kilometer; China Southern)
- Johannesburg – New York City (15 h 40 min; 12.800 Kilometer; South African Airways)
- Vancouver – Sydney (15 h 25 min; 13.800 Kilometer; Air Canada)

Die längsten Flugstrecken nach Zeit von Fluggesellschaften aus dem deutschsprachigen Raum:
- Frankfurt – Buenos Aires (13 h 50 min; 11.500 Kilometer; Lufthansa)
- Singapur – Zürich (13 h 00 min; 10.300 Kilometer; Swiss)
- Hong Kong – Wien (12 h 30 min; 8.700 Kilometer; Austrian)

## Ultra-Langstreckenflugzeuge
Als Ultra-Langstreckenflugzeuge werden Flugzeuge bezeichnet, die eine Reichweite von mehr als 15.000 km haben.
Der vierstrahlige Airbus A340-500 hat eine Reichweite von 16.000 km, die zweistrahlige Boeing B777-200LR von fast 17.500 km. Der Airbus A350 hat in mehreren Versionen über 15.000 km Reichweite. Noch immer hält die Variante A340-200 den Streckenrekord für Passagierflugzeuge, aufgestellt auf einem Testflug von Paris nach Auckland mit mehr als 19.000 km im Jahr 1994.
Die rechnerisch maximal sinnvolle Reichweite ist 20.000 km, denn dann kann jeder Punkt der Erde ohne Zwischenlandung erreicht werden. Real ist es eine geringere Strecke, da nur wenige Landflächen Antipoden sind. Entsprechend geeignete Flughäfen und Verkehrsbeziehungen schränken den Bereich weiter ein. Bisher gibt es jedoch nur sehr wenige Strecken, die Ultra-Langstreckenflugzeuge erfordern, insbesondere aus den USA in asiatische oder arabische Länder wie Singapur–Los Angeles, Singapur–New York und Dubai–New York. Zukünftig könnte es Flüge von Südamerika nach Ost-Asien geben, die sich auf dem Globus direkt gegenüber liegen.
Über etwa 15.000 km Streckenlänge hinaus werden Ultra-Langstreckenflüge allerdings wegen des hohen Treibstoffverbrauchs zunehmend unwirtschaftlicher. Der Grund hierfür liegt darin, dass für den Transport der hohen Treibstoffmenge selbst bereits viel davon verbraucht wird und auch die mögliche Nutzlast geringer wird. Als Faustregel gilt z. B. für die Boeing 747-400 ein Zusatzverbrauch von 4 % pro Stunde. Dies bedeutet bei einem Flug von zwölfeinhalb Stunden, dass am Ziel von ursprünglich 10 Tonnen getankten Reservetreibstoffs nur noch 5 Tonnen übrig sind. Aus diesem Grund zog sich beispielsweise Singapore Airlines zwischenzeitlich wieder von Ultra-Langstrecken zurück. Die Strecken von Singapur nach Newark (ca. 16.000 km, gut 18 Stunden) und Los Angeles (ca. 14.000 km) wurden im Herbst 2013 eingestellt, im Herbst 2018 nach Indienststellung des Airbus A350-900ULR jedoch wieder in den Flugplan aufgenommen.
Nach Berechnungen der Non-Profit-Organisation atmosfair verbrauchen Flugzeuge auf 15.000-Kilometer-Non-Stop-Flug etwa 10 % mehr Kerosin als bei einem Flug auf ähnlicher Route mit Tankstopp.

## Flugzeugtypen auf Langstreckenflügen
Es werden immer mehrstrahlige Flugzeuge eingesetzt:
- vierstrahlige Flugzeuge, die keinen Beschränkungen durch die ETOPS-Regelungen unterliegen,
- dreistrahlige Flugzeuge (Trijets), bei denen zwei der Triebwerke an den Tragflächen oder am hinteren Rumpf und das dritte Triebwerk unterhalb des Seitenruders angebracht sind, und
- zweistrahlige Flugzeuge (Twinjets), die heute den Flugverkehr dominieren.

Hauptsächlich im militärischen Einsatz wurden auch sechsstrahlige Flugzeuge, wie zum Beispiel der amerikanische Boeing B-47 Stratojet oder als Sonderanfertigung die sowjetische (heute: ukrainische) Antonow An-225 Mrija konstruiert. Als einziger seriengefertigter achtstrahliger Flugzeugtyp findet der amerikanische Bomber Boeing B-52 Stratofortress auch heute noch Verwendung.

### Passagiermaschinen
In der Tabelle sind einige Passagiermaschinen aufgeführt, die üblicherweise auf der Langstrecke eingesetzt wurden oder werden.
| Flugzeugtyp                  | Entwurfsland   |
| ---------------------------- | -------------- |
| Airbus A310                  | Europa         |
| Airbus A330                  | Europa         |
| Airbus A340                  | Europa         |
| Airbus A350                  | Europa         |
| Airbus A380                  | Europa         |
| Boeing 707                   | USA            |
| Boeing 747                   | USA            |
| Boeing 767                   | USA            |
| Boeing 777                   | USA            |
| Boeing 787                   | USA            |
| Concorde *                   | Europa         |
| Convair CV-990               | USA            |
| Douglas DC-6                 | USA            |
| Douglas DC-7                 | USA            |
| Douglas DC-8                 | USA            |
| Iljuschin Il-62              | Sowjetunion    |
| Iljuschin Il-86              | Sowjetunion    |
| Iljuschin Il-96              | Sowjetunion    |
| Lockheed Super Constellation | USA            |
| Lockheed Starliner           | USA            |
| Lockheed L-1011 TriStar      | USA            |
| McDonnell Douglas DC-10      | USA            |
| McDonnell Douglas MD-11      | USA            |
| Tupolew Tu-114               | Sowjetunion    |
| Tupolew Tu-116               | Sowjetunion    |
| Tupolew Tu-144 *             | Sowjetunion    |
| Vickers VC10                 | Großbritannien |

* = Überschallflugzeug mit beschränkter Reichweite